# Lockheed SR-71
Die Lockheed SR-71 (SR steht für Strategic Reconnaissance, engl. für Strategische Aufklärung) ist ein Mach-3-schnelles, sehr hoch fliegendes zweistrahliges Aufklärungsflugzeug, das von 1966 bis 1998 im Einsatz der US Air Force operierte. Es ist das bekannteste Modell einer Reihe ähnlicher Flugzeugtypen der Lockheed Corporation, die durch die Lockheed Advanced Development Projects Unit (besser bekannt als Skunk Works) im Auftrag der CIA entwickelt wurden. Die SR-71 hält bis heute zahlreiche Geschwindigkeitsrekorde.
Die Modelle dieser Reihe wurden in der US Air Force offiziell als Blackbird (deutsch: Amsel oder Schwarzdrossel) bezeichnet. Während ihrer Stationierung auf der Kadena Air Base erhielt die SR-71 den Spitznamen Habu, nach einer endemischen Grubenottern-Art (Protobothrops flavoviridis), die nur auf den Ryukyu-Inseln, zu denen Okinawa gehört, vorkommt. Insgesamt wurden 32 Flugzeuge gebaut, von denen zwölf Maschinen verunglückten, aber keine einzige abgeschossen wurde, denn die Lockheed SR-71 flog so schnell und hoch, dass Boden-Luft-Raketen sie nicht erreichten: mit ungefähr 24 km Höhe mehr als doppelt so hoch wie übliche Passagierflugzeuge.
Die meisten der verbliebenen 20 Flugzeuge sind heute in Museen ausgestellt, das einzige außerhalb der USA befindet sich im Imperial War Museum Duxford in Großbritannien. Einige Maschinen wurden in den 1990er Jahren für Forschungsflüge vorübergehend einsatzbereit gemacht und dann wieder langzeitkonserviert. Der letzte Flug einer SR-71 fand am 9. Oktober 1999 statt.

## Vorgänger der SR-71

### A-12 Oxcart
Die Lockheed A-12 Oxcart war der Vorgänger der SR-71 und wurde ab Ende der 1950er Jahre entwickelt. Die A-12 flogen 1967 und 1968 insgesamt 29 Einsätze über Vietnam und Korea, dann wurden sie zugunsten der Blackbirds außer Dienst gestellt. Von den 13 gebauten Flugzeugen stürzten 5 ab, die verbliebenen 8 sind heute in Museen ausgestellt.

### YF-12A Blackbird
Die Lockheed YF-12 war ein Prototyp für ein Mach-3-Jagdflugzeug, Erstflug am 7. August 1963. Nur drei Flugzeuge dieses Typs wurden gebaut. Die YF-12 war mit einem Hughes-AGS-18-Radar und einem IR-Suchgerät ausgestattet. Als Bewaffnung in der Abfangjägerversion waren drei Raketen vom Typ Hughes AIM-47B Falcon geplant. Nach dem Abbruch des Programms wurden die Flugzeuge der NASA zur Verfügung gestellt und 1979 außer Dienst gestellt.
Von den drei gebauten Exemplaren gingen am 14. August 1966 und am 24. Juni 1971 zwei verloren. Aus der hinteren Hälfte der am 14. August 1966 bei der Landung schwer beschädigten YF-12 entstand 1969 die SR-71C.

### M-21 Blackbird
Die M-21 (M stand für Mother) war eine besondere Version der A-12 zum Transport und Start der unbemannten Aufklärungsdrohne D-21 (D für Daughter). Während von der D-21 30 Maschinen hergestellt wurden, entstanden nur zwei M-21; diese war eine modifizierte zweisitzige A-12. Das Gespann mit aufgesetzter Drohne wurde MD-21 genannt. Das Programm wurde nach einem tödlichen Unfall am 30. Juli 1966 eingestellt. Während der Pilot gerettet werden konnte, ertrank der Launch System Operator 150 Meilen vor der Küste von Kalifornien.

## SR-71 Blackbird

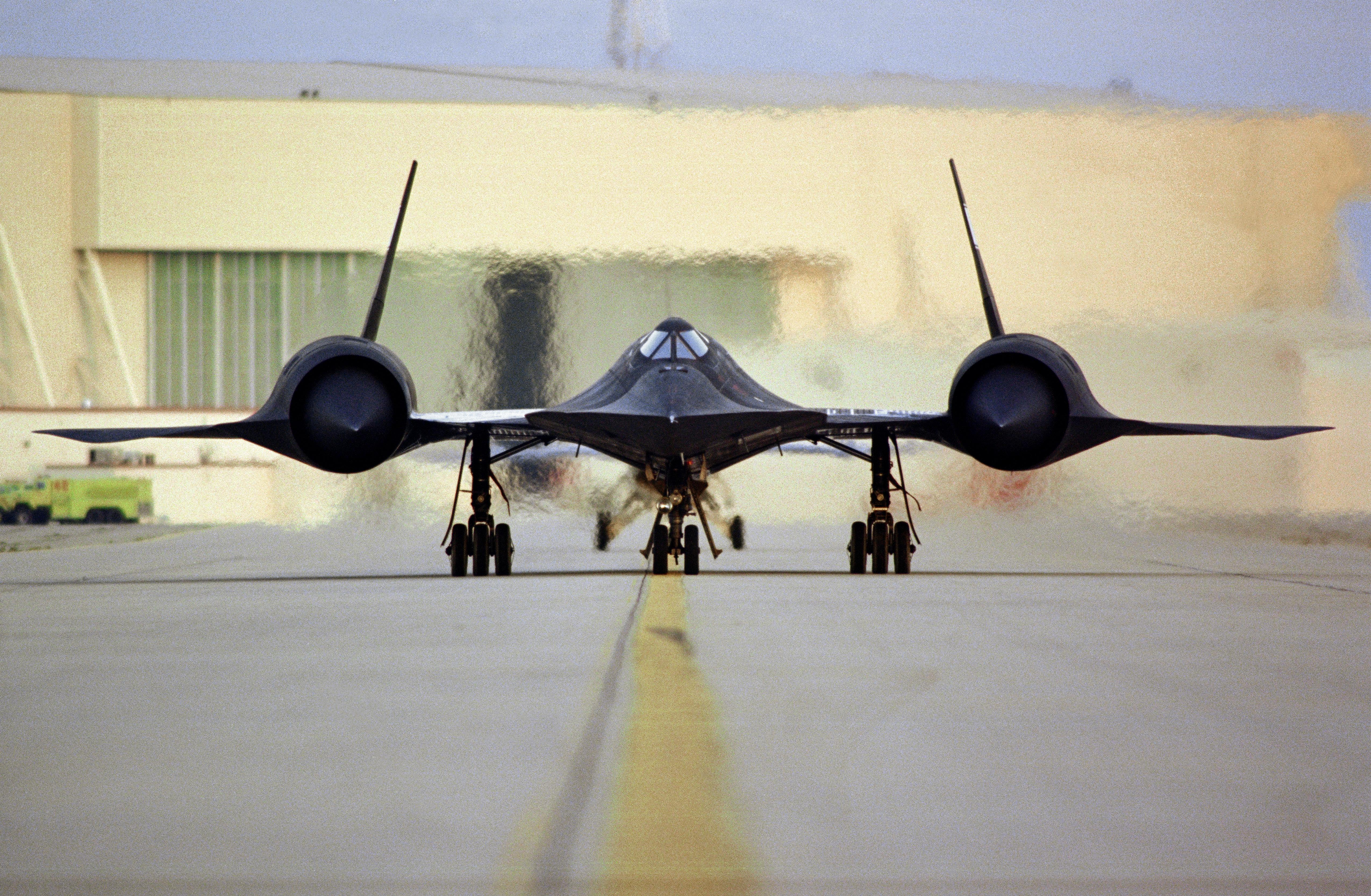
Eine SR-71A Blackbird auf dem Rollfeld des Dryden Flight Research Center der NASA in Edwards, Kalifornien

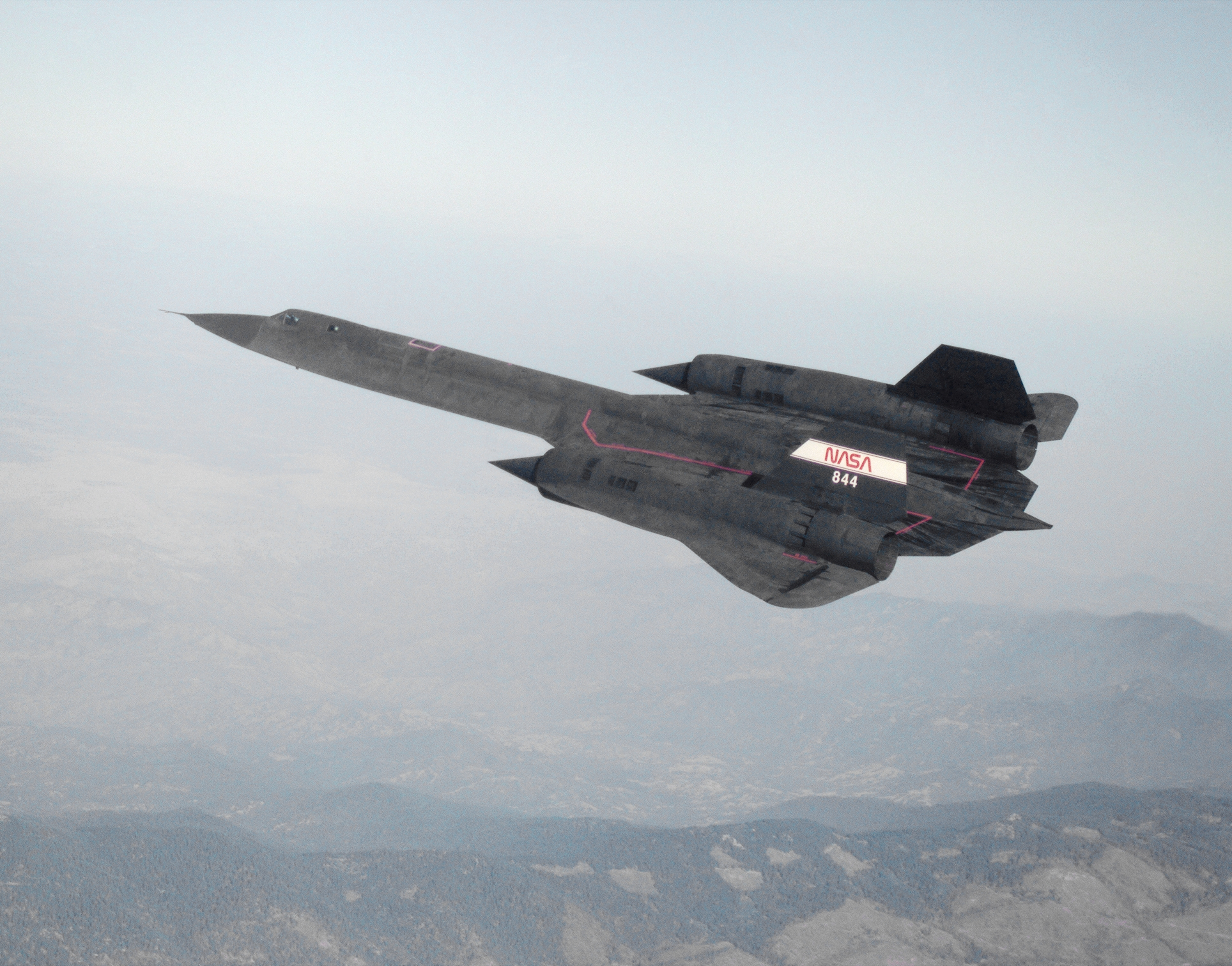
Eine SR-71A während eines Testflugs über den Tehachapi Mountains

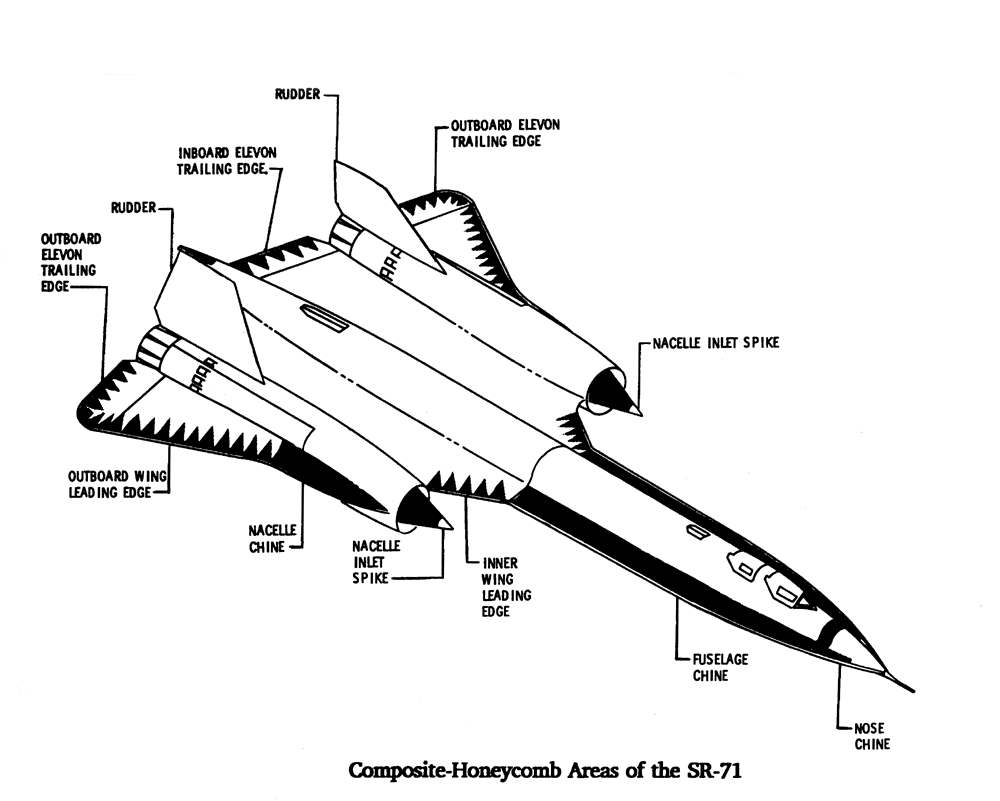
Lage der aus Verbundwerkstoff (Kunstharz/Asbest) gefertigten Teile

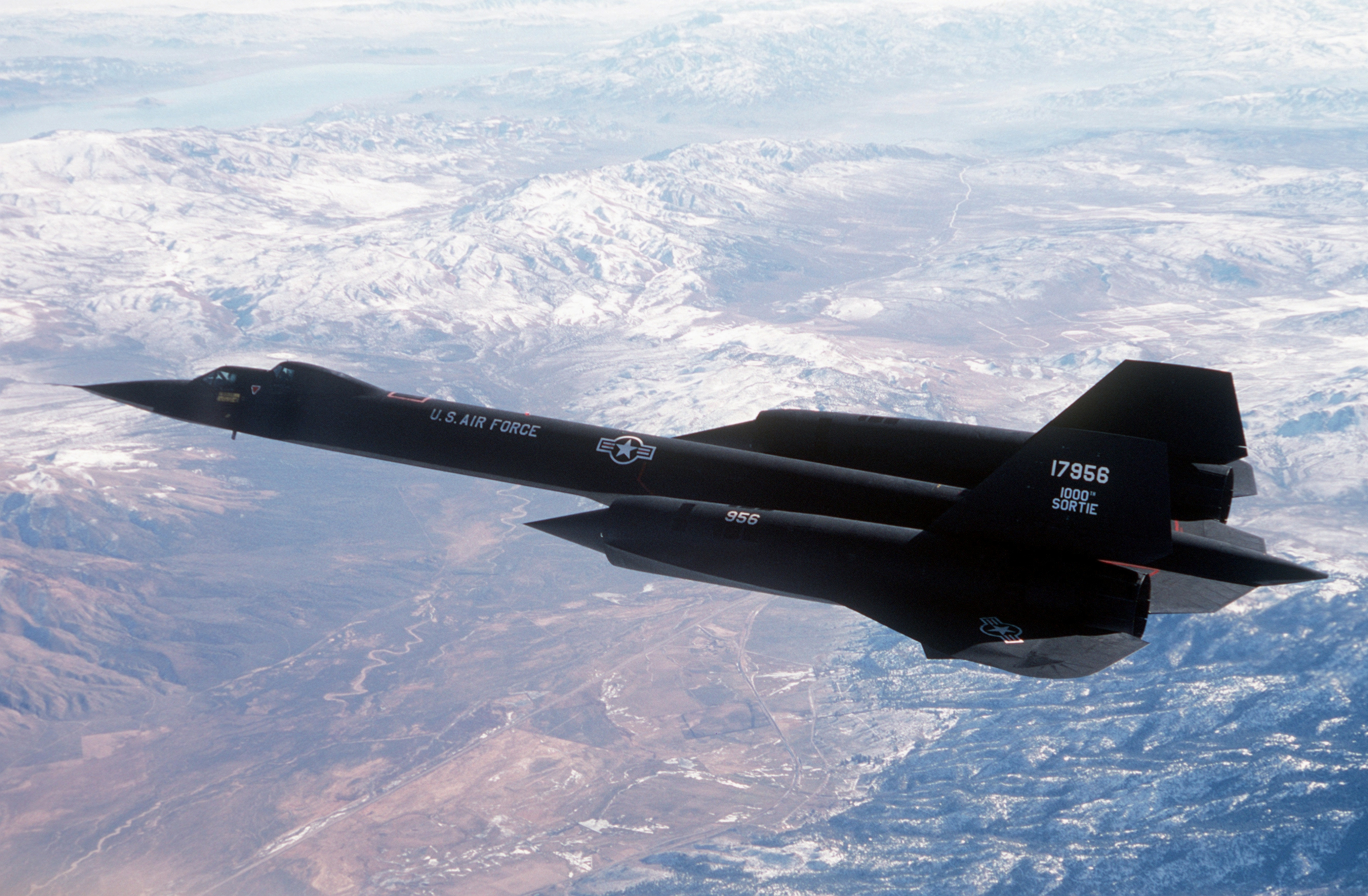
Die SR-71B mit doppeltem Cockpit

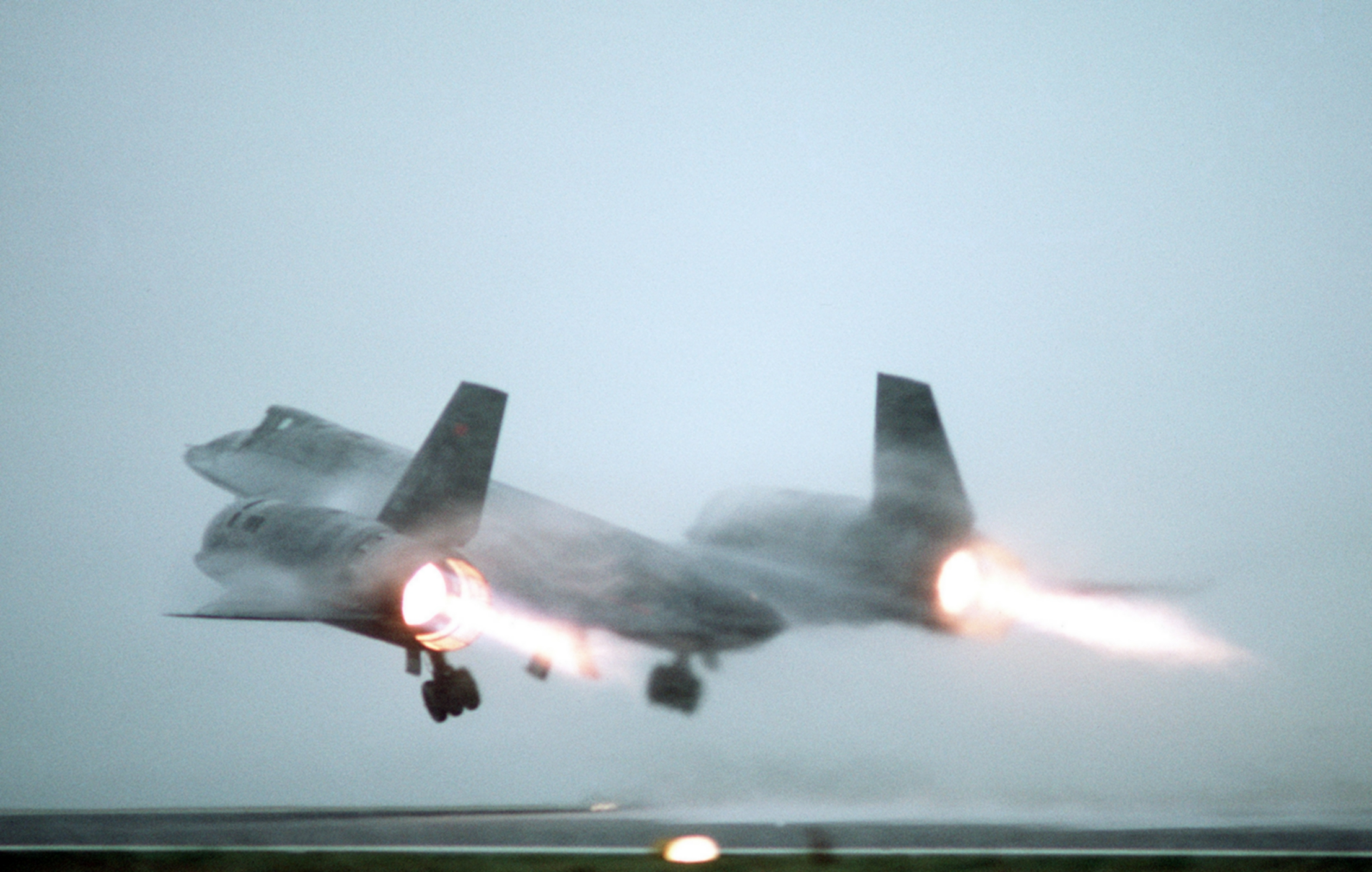
Start einer SR-71A mit Nachbrenner, 1983

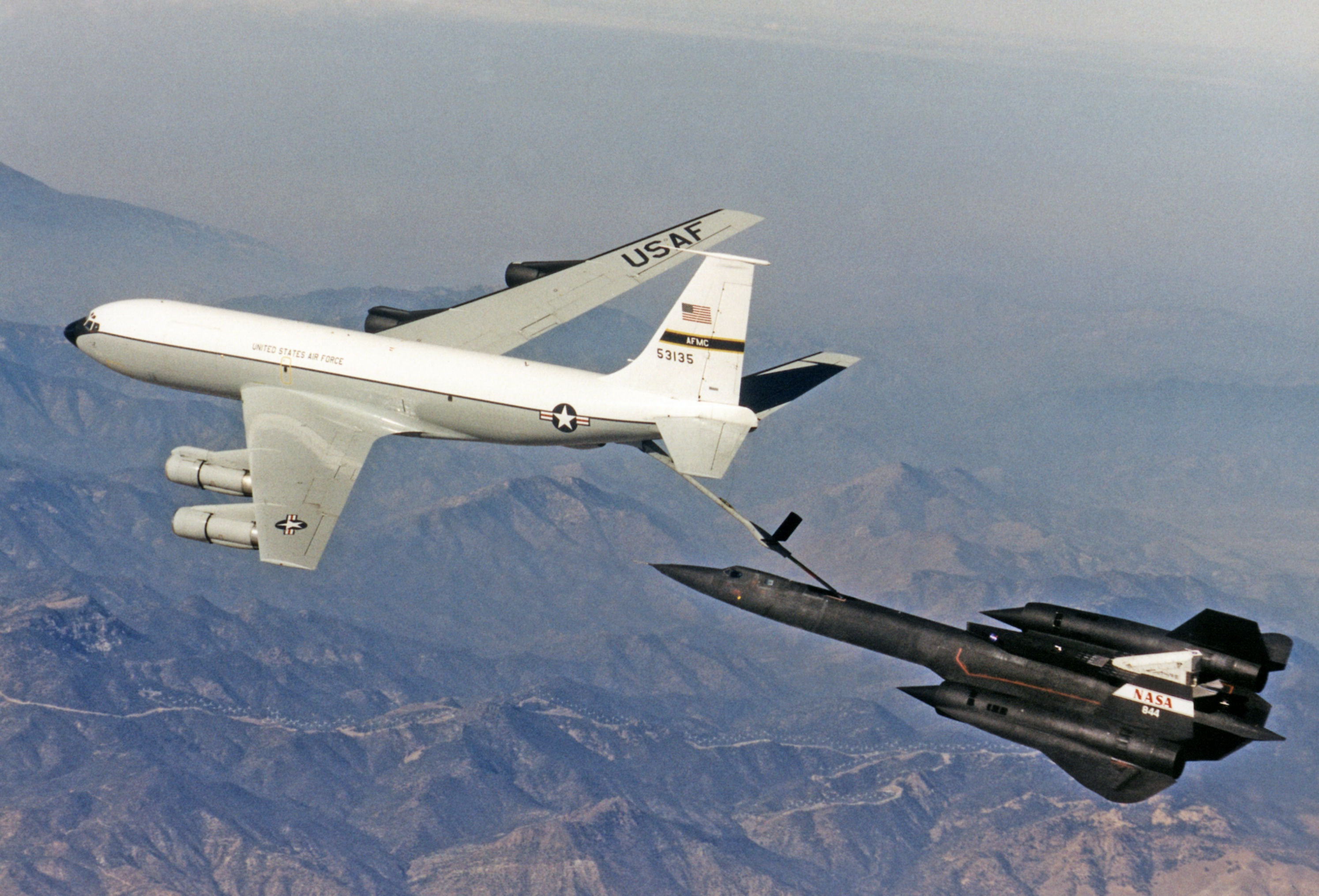
Eine SR-71 während der Luftbetankung durch eine Boeing KC-135 Stratotanker

Die wohl bekannteste Version der Blackbird wurde aus dem Modell A-12 entwickelt. Der Erstflug fand am 22. Dezember 1964 statt. Aufgabe der SR-71 im Truppendienst war die strategische Aufklärung. Im Januar 1966 erhielt das ein Jahr vorher aufgestellte 4200th Strategic Reconnaissance Wing auf der Beale Air Force Base, Kalifornien, mit einer der beiden gebauten Trainer SR-71B seine erste Maschine. Die erste Einsatzmaschine ging der Einheit am 4. April 1966 zu. Am 25. Juni 1966 wurde das 4200th SRW in 9th Strategic Reconnaissance Wing (9th SRW) umbenannt und führte von da an bis zum 1. Oktober 1989 sämtliche Einsätze der SR-71 durch. Die Nummer 4200 erhielt das 4200th Test Wing, das die Erprobung der D-21B-Drohne durchführte.
Der Pilot trug einen Anzug, der dem in der Raumfahrt verwendeten sehr ähnlich war (Modell David Clark S-1030) und mit reinem Sauerstoff belüftet wurde. Die Aufklärungssensoren konnten pro Flugstunde eine Fläche von 259.000 km² (mehr als die Fläche des Vereinigten Königreichs) erfassen. Das für den Bau benötigte Titan musste kurioserweise größtenteils aus der Sowjetunion beschafft werden.
Die ursprüngliche Bezeichnung war „RS-71“, wurde aber im Lauf der Entwicklung und nicht zuletzt auf Betreiben des Luftwaffengenerals Curtis LeMay zu SR-71 geändert. Es wird kolportiert, US-Präsident Lyndon B. Johnson habe sich versprochen, als er den Aufklärer als „SR-71“ bezeichnete (SR für Strategic Reconnaissance). Die Bezeichnung gibt Aufschluss über den Einsatzzweck des Flugzeugs, denn die Buchstaben RS weisen auf eine Aufklärer- und Bomberfunktion (RS – „Reconnaissance/Strike“) hin. Die SR-71 entstand als Hochleistungs-Aufklärer und -Bomber in Konkurrenz zur North American XB-70. Die Verwendung der SR-71 als Bomber wurde zwar untersucht, aber fallengelassen. Die SR-71 war ein sogenanntes „graues Projekt“. Die Entwicklung der Vorgängerprojekte war während 5 Jahren geheim geblieben, und selbst die Einsatzkategorie des Musters blieb verborgen. Im Wahljahr 1964 wurde die Typenreihe, damals als A-11 bezeichnet, der Öffentlichkeit offenbart, wobei sich Präsident und Verteidigungsminister bei der Rolle des Flugzeugs widersprachen: Am 29. Februar 1964 stellte Präsident Johnson das Flugzeug als Langstreckenjäger vor. Danach wurde erneut ein Geheimnisschleier gezogen, nur um kurze Zeit später die vollkommen neue Version SR-71 als strategischen Aufklärer zu präsentieren. Am 30. September wiederum wurde die Jagdversion unter ihrem Namen YF-12A vorgestellt. Im Dezember 1964 schrieb das Fachmagazin Interavia, das SAC erwarte die Auslieferung der ersten SR-71 im Jahr 1965.
Die Einsatzvariante SR-71A ist mit einem Piloten und einem Reconnaissance Systems Officer bemannt. Bei der Trainingsversion SR-71B ist das hintere Cockpit mit einer zusätzlichen Steuerung ausgerüstet und erhöht, um den Blick nach vorn zu erlauben. Die SR-71C entstand aus noch vorhandenen Teilen und der hinteren Hälfte einer havarierten YF-12.
Von den insgesamt 32 gebauten Exemplaren (29 SR-71A, 2 SR-71B und 1 SR-71C) gingen 12 durch Unfälle verloren.
Die Blackbird-Reihe wurde nach 1998 aufgegeben, da die Hauptaufgabe (Aufklärung durch Fotografien) nach damaligen offiziellen Angaben sicherer mit Spionagesatelliten ausgeführt werden könne.

### Tarnkappentechnik

#### Radar
Bei der SR-71 wurde bereits versucht, die Radarrückstrahlfläche mittels Stealthtechnik zu reduzieren und damit die Gefährdung durch die Flugabwehr zu vermindern. Geschwindigkeit und Flughöhe waren andere wichtige Faktoren, ähnlich wie bei der MiG-25.
Die Konturen sind fließend, Vorsprünge, Kanten und rechte Winkel wurden weitgehend vermieden oder sind weich ausgeformt. Auch die Technik der „Wiedereintrittsdreiecke“ (engl. „re-entrant triangles“) und der kontinuierlichen Krümmung wurde eingesetzt, um den Radarquerschnitt (RCS) der SR-71 wirkungsvoll zu verringern. Radarimpulse, welche in diese Strukturen gelangen, werden mehrfach reflektiert, was sie abschwächt und wirkungsvoll zerstreut. Teile der Struktur sind aus hitzefestem Kunststoffmaterial hergestellt. Der hier verwendete Verbundwerkstoff basierte auf Phenylsilan in Kombination Glasfaser sowie (Silikat-)Asbest. Um eine kontinuierliche Krümmung des Rumpfs und der Triebwerksgondeln zu erreichen, wurden sogenannte Chines oder sogenannte RAM-Zwickel angewandt, welche die ansonsten kreisrunden Querschnitte abplatteten. Gleichzeitig wurden die beiden Seitenruder nach innen geneigt. Hierdurch wurde ein rechter Winkel zu den Tragflächen vermieden, was ansonsten wie ein Winkelreflektor wirken und Radarimpulse, die aus einem beliebigen Winkel eintreffen, an ihren Ursprung zurückschicken würde (ähnlich einem Katzenauge). Gleichzeitig hebt dies bei der Seitenruderbetätigung auftretende Rollmomente auf. Zusätzlich wurden die beiden metallischen Seitenruder wegen eines zu hohen Beitrags zum RCS gegen hitzefeste Kunststoffbauteile ausgetauscht. Die Summe der Maßnahmen reduziert die Radar-Rückstrahlfläche (RCS).

#### Infrarotstrahlung (Wärme)
Das Abführen der bei Geschwindigkeiten von Mach 3,5 auftretenden Wärmeströme war die größte Herausforderung für die Konstruktion (heißeste Stelle mit etwa 570 °C). Bei der SR-71 wurde dies durch eine aktive Flüssigkeitskühlung der gesamten Außenhaut gelöst, wobei der hochsiedende Treibstoff JP-7 als Wärmeträger fungierte. Die Schmiermittel erfüllten die Spezifikation MIL-L-87100 und die Hydraulikflüssigkeit die Spezifikation MIL-H-27601.
Frühe Versuche mit 1,2 m × 1,8 m großen Stücken der geplanten Tragflächenbeplankung zeigten, dass sich mit den für den Flugzustand berechneten Wärmeströmen unzulässig große Verformungen einstellten. Das Problem wurde durch eine Riffelung der Tragflächen-Außenhaut parallel zur Flugrichtung gelöst. Bei der Auslegungstemperatur vertieften sich die Riffel lediglich um einige tausendstel Zoll und kehrten bei Abkühlung wieder in ihre ursprüngliche Form zurück.

### Elektronische Gegenmaßnahmen (ECM)
Um feindliche Radarsysteme aufspüren und Flugabwehrraketen irritieren zu können, besitzt die SR-71 ein ECM-System. Ähnlich den elektronischen Gegenmaßnahmen der A-12 kommen mehrere Systeme zum Einsatz: das primäre System (BIG BLAST in der A-12) soll die Zielerfassung durch die Leiteinrichtung einer S-75-Flugabwehrrakete durch das Senden falscher Signale (Rauschen, falsche Ziele in der Hauptkeule) verhindern. Die Leistung des Senders beträgt 3 kW im S-Band und 10 kW im C-Band. Im Gegensatz zur A-12 ist die SR-71 zusätzlich mit einem CFAX genannten System ausgerüstet, das bei Bedarf im X-Band mit einer Leistung von 1 kW falsche Signale an die Leiteinrichtung einer S-125 Newa-Flugabwehrrakete ausstrahlt, um die Radarverfolgung der SR-71 zu erschweren. APR-27 (PIN PEG bei der A-12) soll die Anstrahlung durch feindliche Feuerleiteinrichtungen entdecken und dann das 13C-System aktivieren. Das testweise eingesetzte 13C (MAD MOOTH bei der A-12) beruht auf dem Prinzip des side lobe jamming (Einspielen eines starken Signals in die Nebenkeule) und verhindert so im S-Band und C-Band die Zielerfassung der Leiteinrichtung.

### Sensoren

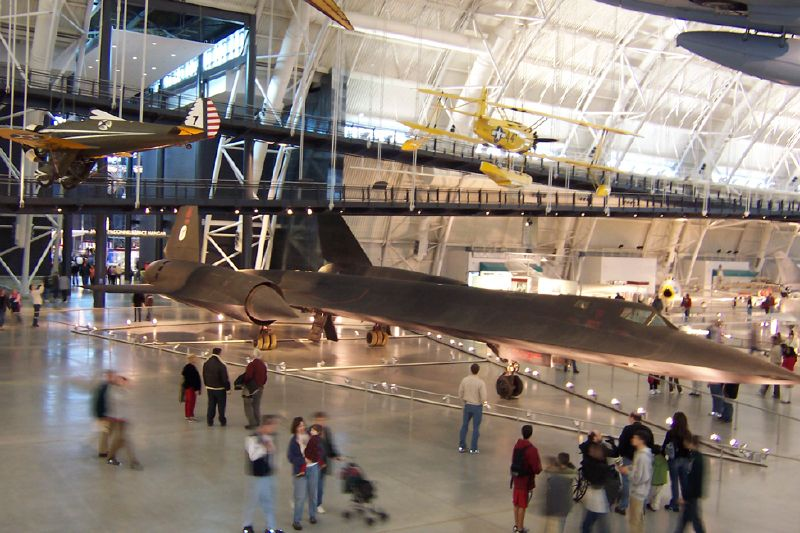
Eine SR-71 im Udvar Hazy Center in Chantilly

Die SR-71 konnte im Gegensatz zur A-12 mehrere Sensorenpakete wie optische Kameras, Infrarotkamera und hochauflösendes Radar gleichzeitig mitführen. Die 1967 eingesetzten Kameras erreichten im optischen Bereich als beste Auflösung 0,3 m und das mitgeführte Radar erzielte eine Bodenauflösung von 10 bis 20 m. Die während eines Fluges im optischen Bereich fotografierte Fläche betrug etwa 15 km × 3400 km, während das Radar eine Fläche von 30 km × 6400 km aufzeichnen konnte.

### Astronomisch-inertiale Navigation
Das Flugzeug besaß ein für damalige Zeiten sehr präzises Navigationssystem. Da das Trägheitsnavigationssystem nicht präzise genug war, wurde es mit einer Astronomischen Navigation kombiniert (engl. Astro-Inertial Navigation System). Der Bildsensor für die Astro-Navigation befand sich hinter einem kreisförmigen Fenster aus Quarzglas, am oberen Rumpf.

### Schleudersitz
Der Anzug des Piloten wurde beim Ausstieg mit dem Schleudersitz zum Schutz des Piloten aufgeblasen. Der Sitz versorgte den Piloten nach einem Ausstieg für 15 Minuten mit Sauerstoff und trennte sich erst nach einem Fall von bis zu 10 Minuten auf einer Höhe von 15.000 Fuß vom Piloten.
Der gleiche Sitz und Anzug wurde beim Erstflug des Space Shuttles verwendet.

### Triebwerke
Die SR-71 ist mit zwei Turbojet-Triebwerken des Typs Pratt & Whitney J58 ausgerüstet, die speziell für den Antrieb der SR-71 und deren Vorgänger Lockheed A-12 entwickelt wurden. Um bei der zu erreichenden Geschwindigkeit bis Mach 3,2 noch effizient arbeiten zu können, wurde das Triebwerk mit einer technischen Raffinesse ausgerüstet, die nie zuvor eingesetzt worden war: neben dem Turbostrahlbetrieb arbeitet es bei hohen Geschwindigkeiten auch als Staustrahltriebwerk, da einströmende Luft über sechs Rohre um die Turbojet-Stufe herumgeführt wird und direkt in den Nachbrenner gelangt. Bei sehr hohen Geschwindigkeiten werden so 80 Prozent des Schubs von der Staustrahlfunktion geliefert.
Ein Nebeneffekt war, dass bei Annäherung an die Höchstgeschwindigkeit mit zunehmender Effizienz der Staustrahltriebwerke der Treibstoffverbrauch pro Strecke zurückging. Diese Hybrid-Triebwerke erfordern sehr komplexe Steuerungsmechanismen, was den Entwicklungsaufwand in die Höhe trieb.

### Treibstoff
Man erkannte bereits bei der Entwicklung, dass man bis dato nicht gekannte Maßnahmen zur Kompensierung der erwärmungsbedingten Ausdehnung treffen musste. Viele Bauteile mussten ohne funktionale Einschränkungen Temperaturdifferenzen von 500 K und mehr ertragen. Beim Treibstoffsystem, insbesondere den Tanks, wurde keine für diese Anforderung zufriedenstellende Lösung gefunden. So war es eine Besonderheit dieses Flugzeugs, dass technisch unvermeidbare Undichtigkeiten der Treibstoffleitungen und Tanks am Boden toleriert wurden. Das war nur deshalb möglich, weil der verwendete Treibstoff JP-7 schwer entzündlich war. Die undichten Stellen schlossen sich während des Fluges durch die Erhitzung des Rumpfes, während das Flugzeug am Boden geringfügig leckte. In den ersten Einsatzjahren betankte man die Flugzeuge wie sonst auch üblich komplett am Boden. Es gab jedoch Probleme mit berstenden Reifen während des Startvorganges, dadurch verlor man sogar einige Maschinen bzw. reparierte sie nicht mehr. Man fand heraus, dass sich das Problem lösen ließ, indem man die Tanks zum Start nur zu etwa einem Viertel füllte und die Maschinen dann in der Luft vor der eigentlichen Mission mit Tankflugzeugen auftankte. Das somit erheblich geringere Startgewicht reduzierte die Belastung der Reifensätze, die von nun an die geplanten 15 Starts und Landungen überstanden, ehe sie ausgewechselt wurden.
JP-7 kann nicht auf dem herkömmlichen Weg über Funkenzündung oder Glühkerzen gezündet werden. Beim Anlassen wird pyrophores Triethylboran (TEB) eingespritzt und so das Triebwerk gestartet. Die Tanks für das Triethylboran befinden sich an den Triebwerken und sind mit je 600 cm³ TEB betankt. Diese 600 cm³ sind ausreichend für 16 Zündungen pro Triebwerk. Das Triethylboran entzündet sich sofort, wenn es in Kontakt mit dem Luftsauerstoff kommt. Der Nachbrenner wird ebenfalls mit TEB gezündet. Zusätzlich befinden sich an den Flammenhaltern des Nachbrenners katalytische Zünder, um einen Flammabriss des Nachbrenners zu vermeiden.
Im Trainingseinsatz wurde mit normalem JP-7 geflogen. Durch die große Hitze der Nachbrenner ionisierte das Abgas und reflektierte Strahlung im VHF-Bereich, wodurch die SR-71 mittels eines Luftüberwachungsradars leicht entdeckt werden konnte. Im Aufklärungseinsatz wurde dem JP-7 cäsiumhaltiges A-50 zugesetzt und so die Radar-Signatur des Abgasstrahls verringert.

### Zahlen und Fakten 1972 bis 1989
- 03551 Aufklärungseinsätze wurden mit der SR-71 geflogen.
- 17300 Flüge insgesamt
- 11008 Flugstunden in Aufklärungseinsätzen
- 02752 Flugstunden bei Mach 3 in Aufklärungseinsätzen
- 11675 Flugstunden bei Mach 3 insgesamt

### Einstellung des Programms
Das Programm wurde 1998 eingestellt. Alle zu dem Zeitpunkt im Besitz der Air Force befindlichen Maschinen wurden an Museen übergeben. Zwei Exemplare wurden dem NASA Dryden Flight Research Center (heute Neil A. Armstrong Flight Research Center) zu Forschungszwecken überlassen, welche sie bis 1999 weiter nutzte. Verbesserte Satellitentechnik sowie die teure Bevorratung der nur für dieses Flugzeug verwendeten Treibstoffsorte JP-7 waren wesentliche Gründe dafür, das Programm aufzugeben. Es gab insgesamt weniger als 100 Piloten, welche die SR-71 im operationellen Betrieb geflogen hatten.
Am 1. November 2013 präsentierte Lockheed Martin mit der SR-72 ein Konzept für einen unbemannten Nachfolger, der mit Geschwindigkeiten von Mach 6 ungefähr doppelt so schnell wäre.

## Rekorde

### Rekorde der SR-71
- 27. Juli 1976 Beale AFB; Lockheed SR-71A (RS-17) 61-7958 3367,221 km/h Mach 3,2 über 1000 km WR
- 28. Juli 1976 Beale AFB; Lockheed SR-71A (RS-17) 61-7959 3529,000 km/h Mach 3,36 über 16,1 km WR

Beim letzten offiziellen Flug einer SR-71 im Januar 1990 wurden noch vier Streckenrekorde aufgestellt. Anders als ihr sowjetisches Gegenstück, die MiG-25 (3–8 min Mach 2,83), konnte die SR-71 ihre Geschwindigkeit über lange Strecken aufrechterhalten. Routinemäßig übertraf schon die YF-12 fast alle von sowjetischen Flugzeugen gehaltenen Geschwindigkeitsrekorde.

### Rekorde der SR-71A

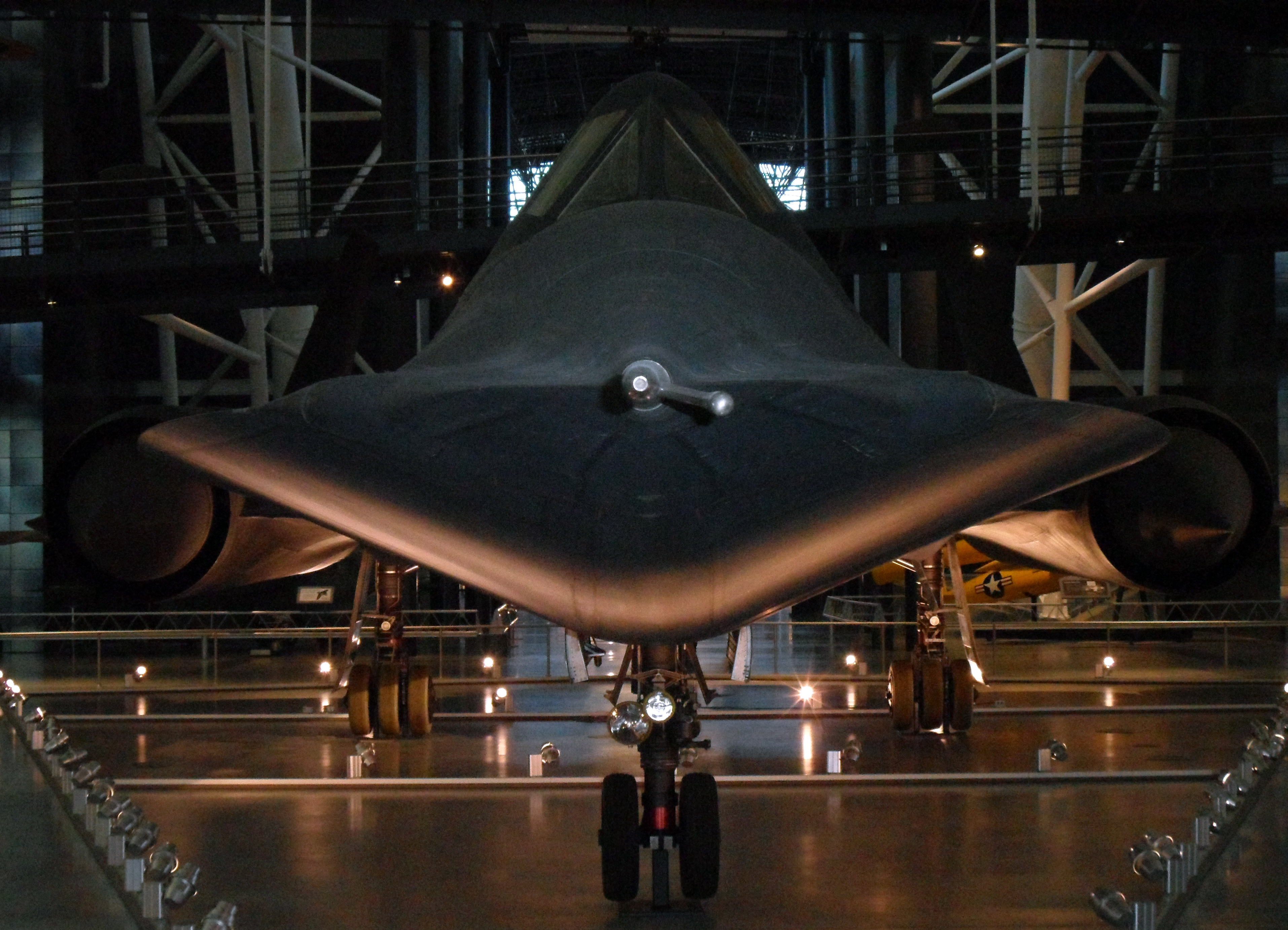
Die SR-71A Black Bird – ausgestellt im Boeing Aviation Hangar (Steven F. Udvar-Hazy Center)

Der von einer Je-266 (MiG-25-Rekordversion) seit Oktober 1967 gehaltene 1000-km-Rekord mit 1000 kg Nutzlast wurde von der SR-71A gleich um 450 km/h überboten. So hält die SR-71A bis heute den absoluten Geschwindigkeitsrekord, den ohne Nutzlast und den mit 1000 kg, sowie den Höhenrekord im Horizontalflug.
Der Höhenrekord von Düsenflugzeugen im Horizontalflug von 25.929 m (der absolute Höhenrekord von 37 650 m wurde von einer MiG-25 im Parabelflug erreicht), und der Geschwindigkeitsrekord von 3529,6 km/h wurde mit einer SR-71A aufgestellt. Die schnellste USA-Überquerung (etwa 4000 km) wurde von einer Maschine der NASA 1990 aufgestellt: Sie dauerte 68 min 17 s, was einer Reisegeschwindigkeit von 3500,7 km/h entspricht. Die schnellste Atlantiküberquerung innerhalb von 1 h 54 min 56,4 s gelang ebenfalls mit einer Blackbird. Diese wurde am 1. September 1974 von USAF Major James V. Sullivan und Major Noel F. Widdifield ostwärts geflogen. Die Durchschnittsgeschwindigkeit für die Etappe von 5570,80 km waren 2908,02 km/h. Die Geschwindigkeit musste nur für eine Luftbetankung durch eine KC-135Q verringert werden.

## Mediale Rezeption
Eine frühe Erwähnung erfährt die SR-71 in Frederick Forsyths Buch Des Teufels Alternative aus dem Jahr 1979, als der Protagonist als Passagier den Atlantik in einer doppelsitzigen SR-71 überquert und in Moskau landet.
- N24-Dokumentation SR71 – Der schnellste Jet der Welt (2015)

Die SR-71 oder ihr Design wurde in mehreren Filmproduktionen und einem Computerspiel verwendet:
- Im 1985 erschienenen Film D.A.R.Y.L. – Der Außergewöhnliche entkommt der Titelcharakter einer geheimen Forschungseinrichtung des US-Militärs, indem er u. a. eine SR-71 stiehlt.
- Im zweiten Teil der Comic-Verfilmung von Transformers dient eine SR-71 als Tarnform für den Roboter Jetfire.
- Für die Comics der X-Men-Reihe diente das Flugzeug als Vorlage für das Einsatzflugzeug, das auch in den Verfilmungen Verwendung fand.
- Am Anfang der Mission „Massenvernichtung“ des Computerspiels Call of Duty: Black Ops sitzt man in einem SR-71 als Aufklärer und führt eine Truppe zum Ziel.[26]
- In den Warlord Fantasy-Comics des DC Comics Verlags flog der Protagonist mit einer Blackbird SR-71 durch ein Loch am Nordpol ins Erdinnere.
- Das experimentelle Hyperschall-Flugzeug Darkstar, das zu Beginn des Films Top Gun: Maverick Mach 10 erreicht, basiert auf dem Design der SR-71 und dem Konzept einer nie gebauten Nachfolgermaschine.
- In Hellsing benutzt Alucard die SR-71 des Imperial War Museum Duxford, um damit im Sturzflug auf den Flugzeugträger „The Eagle“ zu gelangen.

## Technische Daten

Risszeichnung der SR-71A

| Kenngröße                | Daten der SR-71A Blackbird                                                                        |
| ------------------------ | ------------------------------------------------------------------------------------------------- |
| Besatzung                | 2 SR-71A: Pilot und Reconnaissance Systems Officer SR-71B: Schüler und Lehrer mit erhöhter Kanzel |
| Länge                    | 32,74 m                                                                                           |
| Spannweite               | 16,94 m                                                                                           |
| Flügelfläche             | 149,10 m²                                                                                         |
| Flügelstreckung          | 1,92                                                                                              |
| Tragflächenbelastung     | 183 kg/m² minimal (Leermasse) 517 kg/m² maximal (max. Startmasse)                                 |
| Höhe                     | 5,64 m                                                                                            |
| Leermasse                | 27.214 kg                                                                                         |
| Max. Startmasse          | 77.112 kg                                                                                         |
| Max. Treibstoffkapazität | 36.287 kg                                                                                         |
| Dienstgeschwindigkeit    | 3219 km/h                                                                                         |
| Höchstgeschwindigkeit    | 3529 km/h (Mach 3,36)                                                                             |
| Dienstgipfelhöhe         | 24.385 m                                                                                          |
| Max. Flughöhe            | 26.213 m                                                                                          |
| Reichweite               | 4830 km (ohne Nachbetankung)                                                                      |
| Radarrückstrahlfläche    | ca. 0,012 m²                                                                                      |
| Triebwerke               | 2 × Pratt & Whitney J58 Strahltriebwerke mit Nachbrenner und je 151,30 kN Schub                   |
| Schub-Gewicht-Verhältnis | 0,38 minimal (max. Startmasse) 1,08 maximal (Leermasse)                                           |
| Bewaffnung               | –                                                                                                 |

## Zwischenfälle
Am 25. Januar 1966 verlor Testpilot Bill Weaver während eines Testfluges bei einer Geschwindigkeit von Mach 3,18 und einer Flughöhe von über 75.000 ft (ca. 22.900 m) wegen eines technischen Defekts die Kontrolle über die SR-71: Sie geriet in eine starke Gier- und Rollbewegung und zerbrach wegen der strukturellen Überbelastung. Weaver und sein Reconnaissance System Officer (RSO) Jim Zwayer konnten wegen ihrer Bewusstlosigkeit durch die hohen Beschleunigungskräfte den Schleudersitz nicht mehr betätigen, wurden allerdings aus dem zerbrechenden Flugzeug geschleudert, da durch die hohe Belastung die Gurte rissen. Zwayer wurde dabei getötet. Weaver, der während des Sturzes das Bewusstsein wiedererlangt hatte, blieb fast unverletzt.
Keines der Flugzeuge wurde über feindlichem Gebiet durch Raketen oder andere Flugzeuge abgeschossen, so dass das Prinzip der sehr hohen Geschwindigkeit wie erhofft funktionierte. Trotzdem gab es zwei wesentliche Probleme, die vor allem in den ersten Einsatzjahren zu Unfällen führten:
- Reifen: Die Reifen waren aufgrund der extremen Temperaturunterschiede während des Fluges mit Stickstoff gefüllt. Dennoch gab es mit den Reifen anfangs Probleme. Die Kombination aus hoher Geschwindigkeit beim Start und hohem Gewicht mit vollen Tanks (bis zu 77 Tonnen) führte zu einigen Reifenplatzern. In der Folge dieser Reifenplatzer kam es zu einigen Verlusten. Zwei Maßnahmen halfen schließlich, das Problem in den Griff zu bekommen: Man startete nur noch mit etwa einem Viertel gefüllten Tanks und die Reifen wurden penibel nach 15 Starts und Landungen ausgetauscht.
- Triebwerke: Die Triebwerke waren aufgrund der Anforderungen eine technisch sehr hoch entwickelte Konstruktion. Oberstes Ziel war es, auch im Überschallbereich die Luft vor den Triebwerksschaufeln im Bereich unter Mach 1 zu halten. Sobald aber die Piloten in den Überschallbereich beschleunigten, konnte es unter unglücklichen Umständen dazu kommen, dass der Luftstrom vor dem Nachbrenner kurzzeitig abriss und der Nachbrenner somit abstarb. Der Flammabriss im Nachbrenner geschah jedoch nicht bei beiden Triebwerken gleichzeitig, sondern nur bei einem Triebwerk. Dadurch stand auf der einen Seite der Maschine 100 % Leistung zur Verfügung, auf der anderen Seite nur noch ca. 15–20 %. Dieser plötzliche, ungleiche Schub führte dazu, dass das Flugzeug in starke Gier- und Rollbewegung geriet, was nicht immer erfolgreich abgefangen werden konnte. Die Piloten hatten zwar an den Schubhebeln die Möglichkeit, die Triebwerkszündung manuell zu aktivieren, doch gelang ihnen das nicht in allen Fällen. Lockheed entwickelte ein computergestütztes System, das den Zustand beider Triebwerke überwachte und bei plötzlichem Schubabfall in einem Triebwerk automatisch für beide Triebwerke eine erneute Triebswerkszündung auslöste. Der Schubabfall war damit nur noch für einen kurzen Moment vorhanden und die Besatzungen konnten die Flugzeuge unter Kontrolle halten.

## Verbleib

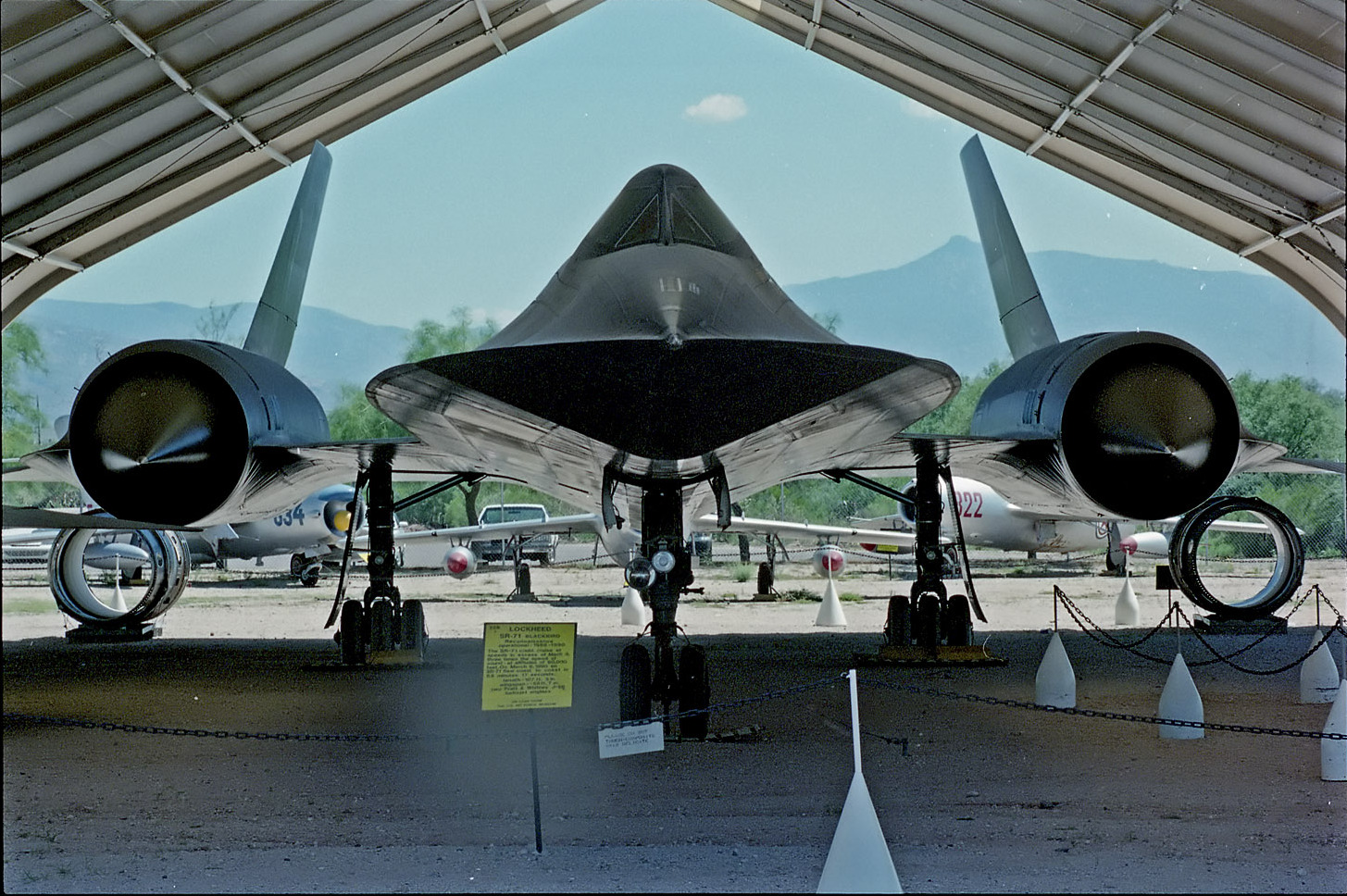
SR-71 im Pima Air & Space Museum, Tucson, Arizona

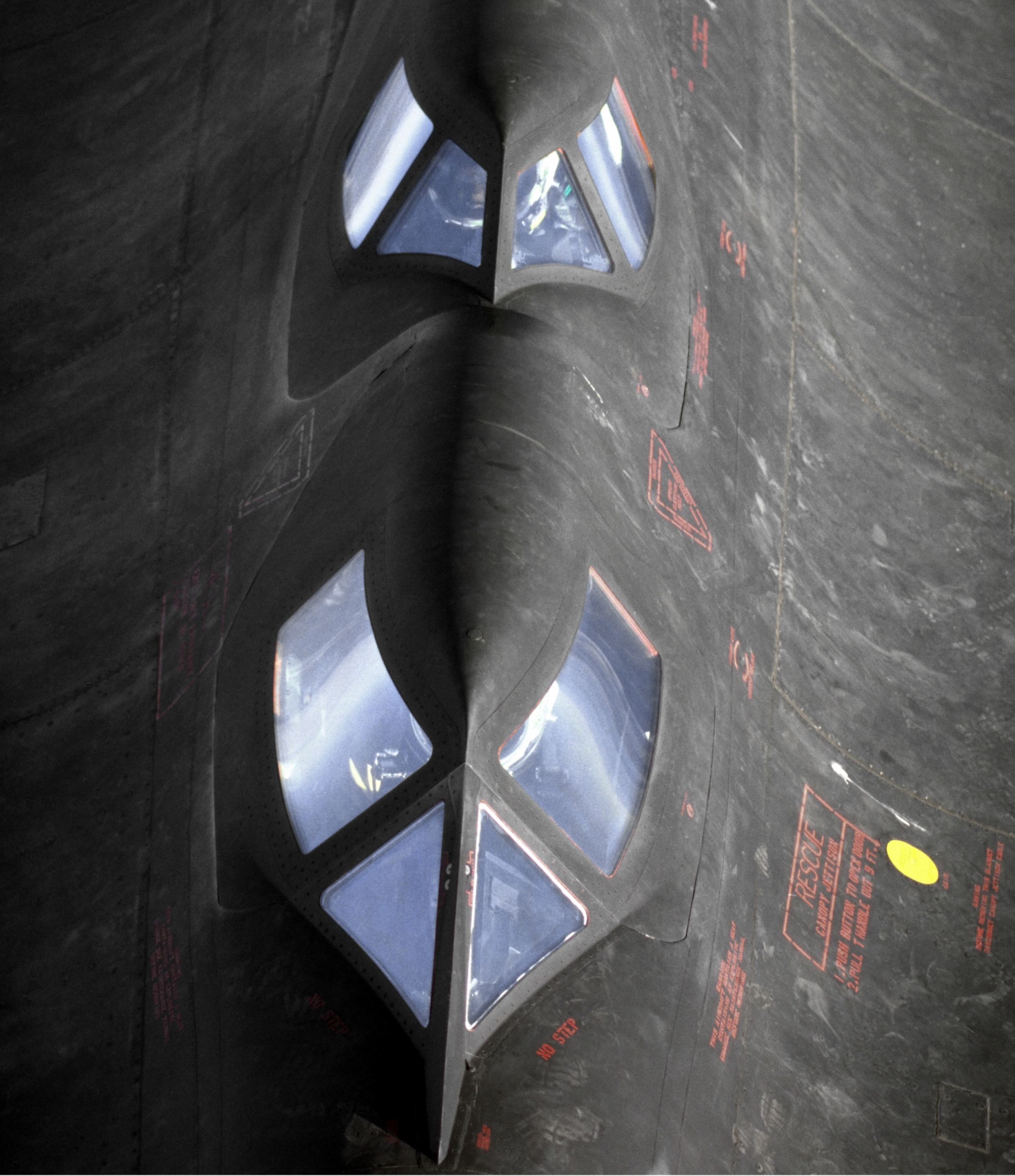
Nahaufnahme SR-71B im NASA Neil A. Armstrong Flight Research Center, Edwards AFB, California

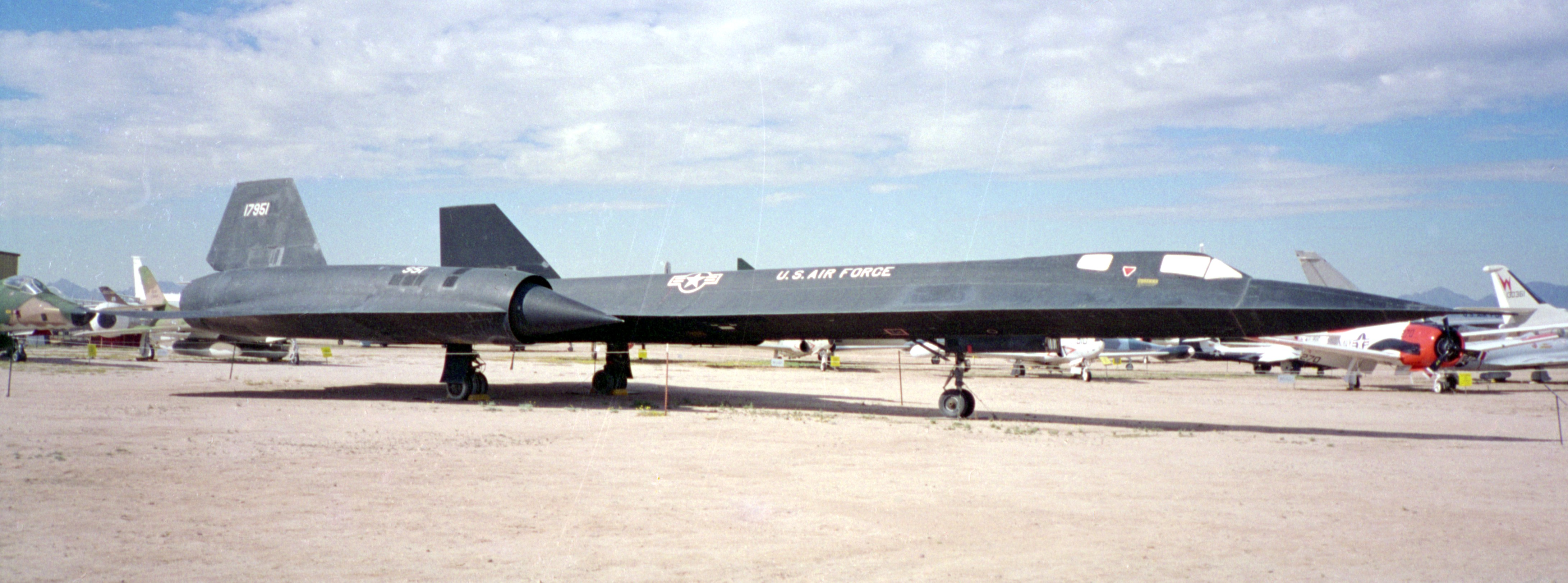

Zwölf SR-71 wurden während der Einsatzzeit bei Unfällen zerstört; ein Pilot starb dabei. Elf dieser Unfälle ereigneten sich zwischen 1966 und 1972.
| USAF-Seriennummer  | Modell | Verbleib |
| ------------------ | ------ | --- |
| 61-7950            | SR-71A | zerstört bei Unfall, 9. Januar 1967 |
| 61-7951            | SR-71A | Pima Air & Space Museum (nahe der Davis-Monthan Air Force Base), Tucson, Arizona |
| 61-7952            | SR-71A | zerstört bei Unfall, 25. Januar 1966 |
| 61-7953            | SR-71A | zerstört bei Unfall, 18. Dezember 1969 |
| 61-7954            | SR-71A | zerstört bei Unfall, 11. April 1969 |
| 61-7955            | SR-71A | Air Force Flight Test Center Museum, Edwards Air Force Base, Kalifornien |
| 61-7956 (NASA 831) | SR-71B | Air Zoo, Kalamazoo, Michigan |
| 61-7957            | SR-71B | zerstört bei Unfall, 11. Januar 1968 |
| 61-7958            | SR-71A | Museum of Aviation, Robins Air Force Base, Warner Robins, Georgia |
| 61-7959            | SR-71A | Air Force Armament Museum, Eglin Air Force Base, Florida |
| 61-7960            | SR-71A | Castle Air Museum auf der früheren Castle Air Force Base, Atwater, Kalifornien |
| 61-7961            | SR-71A | Kansas Cosmosphere and Space Center, Hutchinson, Kansas |
| 61-7962            | SR-71A | American Air Museum in Britain, Imperial War Museum Duxford, Cambridgeshire, Großbritannien |
| 61-7963            | SR-71A | Beale Air Force Base, Marysville, Kalifornien |
| 61-7964            | SR-71A | Strategic Air Command & Aerospace Museum (westlich der Offutt Air Force Base), Ashland, Nebraska |
| 61-7965            | SR-71A | zerstört bei Unfall, 25. Oktober 1967 |
| 61-7966            | SR-71A | zerstört bei Unfall, 13. April 1967 |
| 61-7967            | SR-71A | Barksdale Air Force Base, Bossier City, Louisiana |
| 61-7968            | SR-71A | Science Museum of Virginia, Richmond, Virginia |
| 61-7969            | SR-71A | zerstört bei Unfall, 10. Mai 1970 |
| 61-7970            | SR-71A | zerstört bei Unfall, 17. Juni 1970 |
| 61-7971 (NASA 832) | SR-71A | Evergreen Aviation Museum, McMinnville, Oregon |
| 61-7972            | SR-71A | National Air and Space Museum, Steven F. Udvar-Hazy Center, Chantilly, Virginia |
| 61-7973            | SR-71A | Blackbird Airpark, Air Force Plant 42, Palmdale, Kalifornien |
| 61-7974            | SR-71A | zerstört nach einer Triebwerksexplosion am 21. April 1989 über dem Südchinesischen Meer. Zunächst durch die US Navy geborgen und am 24. Dezember 1989 mit allen militärischen Ehren im Marianengraben erneut versenkt |
| 61-7975            | SR-71A | March Field Air Museum, March Air Reserve Base (früher March AFB), Riverside, Kalifornien |
| 61-7976            | SR-71A | National Museum of the United States Air Force, Wright-Patterson Air Force Base, bei Dayton, Ohio |
| 61-7977            | SR-71A | zerstört bei Unfall, 10. Oktober 1968, Cockpit ausgestellt im Seattle Museum of Flight |
| 61-7978            | SR-71A | zerstört bei Unfall, 20. Juli 1972 |
| 61-7979            | SR-71A | Lackland Air Force Base, San Antonio, Texas |
| 61-7980 (NASA 844) | SR-71A | Neil A. Armstrong Flight Research Center, Edwards Air Force Base, Kalifornien |
| 61-7981            | SR-71C | Hill Aerospace Museum, Hill Air Force Base, Ogden, Utah (vorher: YF-12A 60-6934) |

Anmerkung: In vielen Dokumentationen werden fälschlich Seriennummern aufgeführt, die mit „64-“ beginnen, wie beispielsweise SR-71C 64-17981. Es gibt keinen Nachweis in Regierungsdokumenten, der solche 64er-Nummern belegt.
Nach dem Abschluss aller USAF- und NASA-Einsätze der SR-71 wurde der Flugsimulator im Juni 2006 zum Frontiers of Flight Museum auf dem Love Field Airport in Dallas (Texas) gebracht.